# Cremastus cochise
Cremastus cochise là một loài tò vò trong họ Ichneumonidae.